# Winston-Salem Open
A Winston-Salem Open minden év augusztusában megrendezett tenisztorna férfiak számára az Észak-Karolina állambeli Winston-Salemben.
Az első tornát ezen a helyszínen 2011-ben rendezték meg, a korábban koedukált New Haven-i versenyből vált ki a férfiak viadala, s költözött át Winston-Salembe. 1990-től 2004-ig a New York állambeli Long Islanden található Jericho adott otthont az eseménynek (1981-től már bemutató tornát tartottak ugyanitt).
A verseny ATP World Tour 250 Series kategóriájú, összdíjazása 748 960 amerikai dollár. A torna főtábláján 48 játékos vehet részt. A mérkőzéseket szabadtéri kemény pályákon játsszák.

## Döntők

### Egyéni
| Helyszín                     | Év                   | Győztes               | Ellenfél a döntőben   | Eredmény a döntőben  |
| Winston-Salem                |                      |                       |                       |                      |
| ---------------------------- | -------------------- | --------------------- | --------------------- | -------------------- |
| Winston-Salem                | 2017                 | Roberto Bautista Agut | Damir Džumhur         | 6–4, 6–4             |
| Winston-Salem                | 2016                 | Pablo Carreno Busta   | Roberto Bautista Agut | 6–7(6), 7–6(1), 6–4  |
| Winston-Salem                | 2015                 | Kevin Anderson        | Pierre-Hugues Herbert | 6–4, 7–5             |
| Winston-Salem                | 2014                 | Lukáš Rosol           | Jerzy Janowicz        | 3–6, 7–6(3), 7–5     |
| Winston-Salem                | 2013                 | Jürgen Melzer         | Gaël Monfils          | 6–3, 2–1-nél feladta |
| Winston-Salem                | 2012                 | John Isner            | Tomáš Berdych         | 3–6, 6–4, 7–6(9)     |
| Winston-Salem                | 2011                 | John Isner            | Julien Benneteau      | 4–6, 6–3, 6–4        |
| New Haven                    |                      |                       |                       |                      |
| 2010                         | Szerhij Sztahovszkij | Denis Istomin         | 3–6, 6–3, 6–4         |                      |
| 2009                         | Fernando Verdasco    | Sam Querrey           | 6–4, 7–6(6)           |                      |
| 2008                         | Marin Čilić          | Mardy Fish            | 6–4, 4–6, 6–2         |                      |
| 2007                         | James Blake          | Mardy Fish            | 7–5, 6–4              |                      |
| 2006                         | Nyikolaj Davigyenko  | Agustín Calleri       | 6–4, 6–3              |                      |
| 2005                         | James Blake          | Feliciano López       | 3–6, 7–5, 6–1         |                      |
| Long Island                  | 2004                 | Lleyton Hewitt        | Luis Horna            | 6–3, 6–1             |
| Long Island                  | 2003                 | Pharadon Szricsaphan  | James Blake           | 6–2, 6–4             |
| Long Island                  | 2002                 | Pharadon Szricsaphan  | Juan Ignacio Chela    | 5–7, 6–2, 6–2        |
| Long Island                  | 2001                 | Tommy Haas            | Pete Sampras          | 6–3, 3–6, 6–2        |
| Long Island                  | 2000                 | Magnus Norman         | Thomas Enqvist        | 6–3, 5–7, 7–5        |
| Long Island                  | 1999                 | Magnus Norman         | Àlex Corretja         | 7–6(4), 4–6, 6–3     |
| Long Island                  | 1998                 | Patrick Rafter        | Félix Mantilla        | 7–6(3), 6–2          |
| Long Island                  | 1997                 | Carlos Moyà           | Patrick Rafter        | 6–4, 7–6(1)          |
| Long Island                  | 1996                 | Andrij Medvegyev      | Martin Damm           | 7–5, 6–3             |
| Long Island                  | 1995                 | Jevgenyij Kafelnyikov | Jan Siemerink         | 7–6(0), 6–2          |
| Long Island                  | 1994                 | Jevgenyij Kafelnyikov | Cédric Pioline        | 5–7, 6–1, 6–2        |
| Long Island                  | 1993                 | Marc Rosset           | Michael Chang         | 6–4, 3–6, 6–1        |
| Long Island                  | 1992                 | Petr Korda            | Ivan Lendl            | 6–2, 6–2             |
| Long Island                  | 1991                 | Ivan Lendl            | Stefan Edberg         | 6–3, 6–2             |
| Long Island                  | 1990                 | Stefan Edberg         | Goran Ivanišević      | 7–6, 6–3             |
| Long Island (bemutató torna) | 1989                 | Ivan Lendl            | Mikael Pernfors       | 4–6, 6–2, 6–4        |
| Long Island (bemutató torna) | 1988                 | Andre Agassi          | Yannick Noah          | 6–3, 0–6, 6–4        |
| Long Island (bemutató torna) | 1987                 | Jonas Svensson        | David Pate            | 7–6, 3–6, 6–3        |
| Long Island (bemutató torna) | 1986                 | Ivan Lendl            | John McEnroe          | 6–2, 6–4             |
| Long Island (bemutató torna) | 1985                 | Ivan Lendl            | Jimmy Connors         | 6–1, 6–3             |
| Long Island (bemutató torna) | 1984                 | Ivan Lendl            | Andres Gomez          | 6–2, 6–4             |
| Long Island (bemutató torna) | 1983                 | Gene Mayer            | Heinz Gunthardt       | 6–7(9), 6–4, 6–0     |
| Long Island (bemutató torna) | 1982                 | Gene Mayer            | Johan Kriek           | 6–2, 6–3             |
| Long Island (bemutató torna) | 1981                 | Brian Teacher         | Yannick Noah          | 4–6, 6–3, 6–4        |

### Páros
| Helyszín      | Év                            | Győztesek                             | Ellenfelek a döntőben               | Eredmény a döntőben |
| Winston-Salem |                               |                                       |                                     |                     |
| ------------- | ----------------------------- | ------------------------------------- | ----------------------------------- | ------------------- |
| Winston-Salem | 2017                          | Jean-Julien Rojer Horia Tecău         | Julio Peralta Horacio Zeballos      | 6–3, 6–4            |
| Winston-Salem | 2016                          | Guillermo García López Henri Kontinen | Andre Begemann Lijendar Pedzs       | 4–6, 7–6(6) [10–8]  |
| Winston-Salem | 2015                          | Dominic Inglot Robert Lindstedt       | Eric Butorac Scott Lipsky           | 6–2, 6–4            |
| Winston-Salem | 2014                          | Juan Sebastian Cabal Robert Farah     | Jamie Murray John Peers             | 6–3, 6–4            |
| Winston-Salem | 2013                          | Daniel Nestor Lijendar Pedzs          | Treat Conrad Huey Dominic Inglot    | 7–6(10), 7–5        |
| Winston-Salem | 2012                          | Santiago González Scott Lipsky        | Pablo Andújar Leonardo Mayer        | 6–3, 4–6, [10–2]    |
| Winston-Salem | 2011                          | Jónátán Erlich Andi Rám               | Christopher Kas Alexander Peya      | 7–6(2), 6–4         |
| New Haven     |                               |                                       |                                     |                     |
| 2010          | Robert Lindstedt Horia Tecău  | Róhan Bópanna Iszámul-Hak Kuraisi     | 6–4, 7–5                            |                     |
| 2009          | Julian Knowle Jürgen Melzer   | Bruno Soares Kevin Ullyett            | 6–4, 7–6(3)                         |                     |
| 2008          | Marcelo Melo Andre Sá         | Mahes Bhúpati Mark Knowles            | 7–5, 6–2                            |                     |
| 2007          | Mahes Bhúpati Nenad Zimonjić  | Mariusz Fyrstenberg Marcin Matkowski  | 6–3, 6–3                            |                     |
| 2006          | Jónátán Erlich Andi Rám       | Mariusz Fyrstenberg Marcin Matkowski  | 6–3, 6–3                            |                     |
| 2005          | Gaston Etlis Martin Rodriguez | Rajeev Ram Bobby Reynolds             | 6–4, 6–3                            |                     |
| Long Island   | 2004                          | Antony Dupuis Michaël Llodra          | Yves Allegro Michael Kohlmann       | 6–2, 6–4            |
| Long Island   | 2003                          | Robbie Koenig Martin Rodriguez        | Martin Damm Cyril Suk               | 6–3, 7–6            |
| Long Island   | 2002                          | Mahes Bhúpati Mike Bryan              | Petr Pala Pavel Vizner              | 6–3, 6–4            |
| Long Island   | 2001                          | Jonathan Stark Kevin Ullyett          | Leos Friedl Radek Štěpánek          | 6–1, 6–4            |
| Long Island   | 2000                          | Jonathan Stark Kevin Ullyett          | Jan-Michael Gambill Scott Humphries | 6–4, 6–4            |
| Long Island   | 1999                          | Olivier Delaitre Fabrice Santoro      | Jan-Michael Gambill Scott Humphries | 7–5, 6–4            |
| Long Island   | 1998                          | Julian Alonso Javier Sanchez          | Brandon Coupe Dave Randall          | 6–4, 6–4            |
| Long Island   | 1997                          | Marcos Ondruska David Prinosil        | Mark Keil T.J. Middleton            | 6–4, 6–4            |
| Long Island   | 1996                          | Luke Jensen Murphy Jensen             | Hendrik Dreekmann Alexander Volkov  | 6–3, 7–6            |
| Long Island   | 1995                          | Cyril Suk Daniel Vacek                | Rick Leach Scott Melville           | 5–7, 7–6, 7–6       |
| Long Island   | 1994                          | Olivier Delaitre Guy Forget           | Andrew Florent Mark Petchey         | 6–4, 7–6            |
| Long Island   | 1993                          | Marc-Kevin Goellner David Prinosil    | Arnaud Boetsch Olivier Delaitre     | 6–7, 7–5, 6–2       |
| Long Island   | 1992                          | Francisco Montana Greg Van Emburgh    | Gianluca Pozzi Olli Rahnasto        | 6–4, 6–2            |
| Long Island   | 1991                          | Eric Jelen Carl-Uwe Steeb             | Doug Flach Diego Nargiso            | 0–6, 6–4, 7–6       |
| Long Island   | 1990                          | Guy Forget Jakob Hlasek               | Udo Riglewski Michael Stich         | 2–6, 6–3, 6–4       |